# Latok-Gruppe
Die Latok-Gruppe ist eine Gruppe von drei ca. 7000 m hohen Bergen im Panmah Muztagh im Karakorum in Pakistan.
Es gibt in der Berggruppe insgesamt vier Berge mit dem Namen Latok:
- Latok I: 7145 m
- Latok II: 7108 m
- Latok III: 6946 m
- Latok IV: 6456 m

Die Berge sind, wie auch ihr Nachbar, der Ogre, über den Biafo-Gletscher erreichbar.